# DeFalla
DeFalla est un groupe brésilien de rock, originaire de Porto Alegre. Le groupe est baptisé en l'honneur du compositeur classique espagnol Manuel de Falla (1876-1946) à la suggestion du premier bassiste du groupe, Carlo Pianta. Le groupe est né sous l'influence de la new wave, du rock 'n' roll, du funk rock, du rap metal, du hard rock, du metal et flirte ensuite avec le glam rock, le big beat, le funk carioca, le hardcore mélodique et la Miami bass.
Le groupe se fait connaître par les changements irrévérencieux de sa formation, de son style musical et de sa présentation esthétique. Il apparait sur la scène rock underground de Porto Alegre, puis à São Paulo et Rio de Janeiro. Ses prestations au Circo Voador de Rio de Janeiro dans les années 1990 sont célèbres pour avoir influencé et ouvert la voie à une génération de musiciens et de groupes tels que Pavilhão 9, Ultramen, Nação Zumbi, Mundo Livre S/A, Pato Fu, Mamonas Assassinas, Planet Hemp et Marcelo D2. 

## Histoire
Le premier groupe de DeFalla comprenait Carlo Pianta (basse, bien qu'il soit guitariste dans Graforréia Xilarmônica), Edu K (chant et guitare), Biba Meira (batterie) et a été responsable de l'enregistrement d'au moins deux démos et d'une participation à la compilation de rock gaúcho Rock Grande do Sul (1986). Pianta quitte le groupe peu avant l'enregistrement du premier disque, laissant la place à Castor Daudt (guitare) et Flávio « Flu » Santos (basse), tous deux issus du défunt groupe Urubu Rei (de Carlos Eduardo Miranda, qui comprenait également Biba Meira).
Le label Cogumelo sort en 1992 Kingzobullshitbackinfulleffect92, qui est une fusion de MPB avec du rock, et du funk, penchant plus vers le hip-hop. Également marqué par l'ajout de Marcelo Fornazier en tant que guitariste, il est considéré comme l'apogée de la carrière du groupe car il est accueilli positivement par la critique et connait un succès discret à l'époque.
Depuis 2011, au retour du groupe sur scène, définitivement et déterminé à faire ce qu'il faisait de mieux dans son travail, il commence à répéter, à enregistrer et à développer des idées pour un nouvel album.
En avril 2016, ils sortent Monstro, un nouvel album qui comprend des morceaux inédits,,,,,,,. La production est assurée par Edu K et toute l'entreprise est sponsorisée par le groupe lui-même et les fans qui peuvent aider à la promotion, aux photos, aux vidéos. Lors des derniers concerts, après la sortie de Monstro, DeFalla revient au trio, sans Biba Meira et Carlo Pianta. La tournée pour la sortie de Monstro passe par les principales capitales et villes du pays en 2016, jusqu'à la nouvelle rupture du groupe, annoncée sur sa page Facebook officielle le 16 novembre 2016. Après le passage d'Edu K dans la huitième édition de l'émission de télé-réalité A Fazenda de TV Record en octobre 2018, le groupe se reforme, désormais avec Chuck Hipolitho (guitare/ex-Forgotten Boys et Vespas Mandarinas), Johnny Zanei (basse), Isa Nielsen (guitare) et Vandinho Carvalho (batterie). 

## Discographie

### Albums studio
- 1987 : Papaparty (Plug/BMG)
- 1988 : It's Fuckin' Borin' to Death (Plug/BMG)
- 1990 : We Give a Shit! (Kickin' Ass for Fun) (Cogumelo Records)
- 1992 : Kingzobullshitbackinfulleffect92 (Cogumelo Records)
- 1995 : D.Fhala Top Hits (Cogumelo Records)
- 2000 : Miami Rock 2000 (Epic)
- 2002 : Superstar ($uper$tar Records)
- 2016 : Monstro (Deckdisc)

### Albums live
- 1988 : Ao Vivo no Espaço Mambembe
- 1989 : Screw You! (Devil Discos)

### Apparitions
- 1996 : Raridade Plug (Plug/BMG)
- 1999 : Hot 20 (BMG/RCA)

### Démos
- 1991 : Megablasts from Hell
- 2003 : Soda Pop

## Distinctions

### Prêmio Açorianos
| Année | Catégorie          | Nommé   | Résultat   | Réf    |
| ----- | ------------------ | ------- | ---------- | ------ |
| 1992  | Groupe musical     | DeFalla | Lauréat    | [ 14 ] |
| 1999  | Groupe de pop/rock | DeFalla | Nomination | [ 15 ] |